# Atentát v Ōtsu
Atentát v Ōtsu byl neúspěšný atentát spáchaný na careviče Mikuláše Alexandroviče, k němuž došlo v japonském Ōtsu 11. května 1891. Na careviče tehdy zaútočil šavlí Tsuda Sanzō, člen policejní eskorty. Prvním seknutím poranil careviče na tváři, druhé odrazil carevičův bratranec princ Jiří svojí vycházkovou holí. Poté se útočník pokusil utéci, ale byl zadržen. Carevič vyvázl s devět centimetrů dlouhou jizvou na pravé tváři.
Japonská vláda byla celou události zděšena, neboť to považovala za velkou skvrnu na cti Japonska a měla obavu, že by to mohlo vést k válce s Ruskem, kterou si Japonsko nemohlo v té době dovolit. Ačkoliv raněného navštívil a osobně se mu omluvil samotný císař, carevič svou cestu po Japonsku předčasně ukončil. Z incidentu vyvodili osobní zodpověnost a rezignovali dva ministři a celá řada vysokých úředníků.
Tsuda Sanzō svůj čin vysvětloval tím, že v careviči viděl ruského špióna. Byl postaven před soud, ale navzdory požadavku vlády, aby byl podle článku 116 trestního zákoníku odsouzen k smrti za útok na císařskou rodinu, byl nakonec odsouzen k doživotnímu vězení (rozsudek byl později často uváděn jako doklad vysoké míry nezávislosti japonských soudů v té době). Koncem září 1891 zemřel ve vězení na zápal plic.